# Pukë
Pour les articles homonymes, voir Puka.
Pukë est une commune et depuis 2015 une municipalité d'Albanie. En 2011, le périmètre de la municipalité comptait 11 069 habitants, contre 3 607 pour l'ancienne commune[pas clair].